# Барлинг (Арканзас)
Барлинг (англ. Barling, Arkansas) — город, расположенный в округе Себасчан (штат Арканзас, США) с населением в 4176 человек по статистическим данным переписи 2000 года.

## География
По данным Бюро переписи населения США город Барлинг имеет общую площадь в 56,98 квадратных километров, из которых 56,72 кв. километров занимает земля и 0,26 кв. километров — вода. Площадь водных ресурсов округа составляет 0,46 % от всей его площади.
Город Барлинг расположен на высоте 148 метров над уровнем моря.

## Демография
По данным переписи населения 2000 года в Барлинге проживало 4176 человек, 1122 семьи, насчитывалось 1599 домашних хозяйств и 1697 жилых домов. Средняя плотность населения составляла около 73,1 человек на один квадратный километр. Расовый состав Барлинга по данным переписи распределился следующим образом: 87,05 % белых, 1,39 % — чёрных или афроамериканцев, 1,87 % — коренных американцев, 5,10 % — азиатов, 0,02 % — выходцев с тихоокеанских островов, 2,54 % — представителей смешанных рас, 2,04 % — других народностей. Испаноговорящие составили 3,98 % от всех жителей города.
Из 1599 домашних хозяйств в 35,2 % — воспитывали детей в возрасте до 18 лет, 53,3 % представляли собой совместно проживающие супружеские пары, в 12,6 % семей женщины проживали без мужей, 29,8 % не имели семей. 26,5 % от общего числа семей на момент переписи жили самостоятельно, при этом 10,3 % составили одинокие пожилые люди в возрасте 65 лет и старше. Средний размер домашнего хозяйства составил 2,54 человек, а средний размер семьи — 3,07 человек.
Население города по возрастному диапазону по данным переписи 2000 года распределилось следующим образом: 26,5 % — жители младше 18 лет, 8,7 % — между 18 и 24 годами, 30,3 % — от 25 до 44 лет, 21,8 % — от 45 до 64 лет и 12,7 % — в возрасте 65 лет и старше. Средний возраст жителей составил 36 лет. На каждые 100 женщин в Барлинге приходилось 86,9 мужчин, при этом на каждые сто женщин 18 лет и старше приходилось 85,9 мужчин также старше 18 лет.
Средний доход на одно домашнее хозяйство в городе составил 37 605 долларов США, а средний доход на одну семью — 41 421 доллар. При этом мужчины имели средний доход в 28 218 долларов США в год против 22 936 долларов среднегодового дохода у женщин. Доход на душу населения в городе составил 16 485 долларов в год. 10,0 % от всего числа семей в округе и 11,9 % от всей численности населения находилось на момент переписи населения за чертой бедности, при этом 15,8 % из них были моложе 18 лет и 14,3 % — в возрасте 65 лет и старше.